# Kyrkberget (naturreservat, Storumans kommun)
Kyrkberget är ett naturreservat i Storumans kommun i Västerbottens län.
Området är naturskyddat sedan 2014 och är 529 hektar stort. Reservatet omfattar berget med detta namn vid nordöstra stranden av Storuman. Reservatet består av granskog.
I anslutning till reservatet ligger en fluoritfyndighet som är potentiellt viktig för Sveriges och Europas fluorförsörjning.